# ズグディディ
ズグディディ（グルジア語: ზუგდიდი、メグレル語：ზუგიდი、英: Zugdidi、ズグジジとも）は、ジョージアのサメグレロ（メグレル）地方北西部にある都市。首都トビリシから西に318km、黒海沿岸から30kmほど内陸に入ったエグリシ山地の麓に位置する。標高は100mから110m。2014年の時点で4万2998人の人口を有する。サメグレロ（メグレル）とスヴァネティを統一させたサメグレロ＝ゼモ・スヴァネティ州の州都でもある。グルジア語と同系統のメグレル語が使われている。
地名はコルキスのラズ＝メグレル語で「大きな丘」を意味する。市内には19世紀に建てられた女王とニコの宮殿がそれぞれあり、現在は両方ともダディアニ宮殿博物館として公開されている。館内にはナポレオン・ボナパルトのデスマスクも展示されているが、展示品の目玉は聖母マリアの聖骸布である。また、マンツフヴァール＝カリの教会群や「女王の庭園」という歴史ある植物園、市街の大通りも見どころである。
嘗てはメグレリア侯国の首都であったが、1867年にロシア帝国によって滅ぼされた。1993年にはジョージア（グルジア）初代大統領のズヴィアド・ガムサフルディアの支配下に入った。

## 気候
ケッペンの気候区分では温暖湿潤気候であり、年間を通して降水量が多い。冬季の平均気温は東京とほぼ同程度であるが、降水量は多く晴れ間は少ない。夏季は比較的気温が上がり、30℃以上まで上がる日も多い。
| ズグディディの気候        | ズグディディの気候 | ズグディディの気候 | ズグディディの気候 | ズグディディの気候 | ズグディディの気候 | ズグディディの気候 | ズグディディの気候 | ズグディディの気候 | ズグディディの気候 | ズグディディの気候 | ズグディディの気候 | ズグディディの気候 | ズグディディの気候 |
| 月                        | 1月                | 2月                | 3月                | 4月                | 5月                | 6月                | 7月                | 8月                | 9月                | 10月               | 11月               | 12月               | 年                 |
| ------------------------- | ------------------ | ------------------ | ------------------ | ------------------ | ------------------ | ------------------ | ------------------ | ------------------ | ------------------ | ------------------ | ------------------ | ------------------ | ------------------ |
| 最高気温記録 °C （°F）    | 22.2 (72)          | 25.4 (77.7)        | 31.0 (87.8)        | 36.1 (97)          | 38.2 (100.8)       | 40.6 (105.1)       | 42.4 (108.3)       | 41.9 (107.4)       | 40.4 (104.7)       | 35.6 (96.1)        | 30.2 (86.4)        | 26.4 (79.5)        | 42.4 (108.3)       |
| 平均最高気温 °C （°F）    | 10.3 (50.5)        | 11.5 (52.7)        | 14.7 (58.5)        | 19.8 (67.6)        | 24.3 (75.7)        | 27.1 (80.8)        | 28.6 (83.5)        | 29.2 (84.6)        | 26.3 (79.3)        | 21.9 (71.4)        | 16.4 (61.5)        | 12.1 (53.8)        | 20.2 (68.4)        |
| 日平均気温 °C （°F）      | 5.2 (41.4)         | 6.1 (43)           | 9.2 (48.6)         | 13.6 (56.5)        | 17.9 (64.2)        | 21.5 (70.7)        | 23.8 (74.8)        | 24.3 (75.7)        | 20.2 (68.4)        | 15.1 (59.2)        | 10.4 (50.7)        | 6.7 (44.1)         | 14.5 (58.1)        |
| 平均最低気温 °C （°F）    | 2.1 (35.8)         | 2.7 (36.9)         | 5.5 (41.9)         | 9.2 (48.6)         | 13.1 (55.6)        | 17.0 (62.6)        | 19.8 (67.6)        | 20.4 (68.7)        | 16.2 (61.2)        | 11.3 (52.3)        | 6.3 (43.3)         | 2.9 (37.2)         | 10.5 (50.9)        |
| 最低気温記録 °C （°F）    | −14.0 (6.8)        | −15.3 (4.5)        | −10.7 (12.7)       | −2.6 (27.3)        | 0.8 (33.4)         | 7.2 (45)           | 12.1 (53.8)        | 10.6 (51.1)        | 3.9 (39)           | −0.6 (30.9)        | −8.5 (16.7)        | −11.3 (11.7)       | −15.3 (4.5)        |
| 降水量 mm （inch）        | 145 (5.71)         | 126 (4.96)         | 124 (4.88)         | 130 (5.12)         | 93 (3.66)          | 184 (7.24)         | 153 (6.02)         | 171 (6.73)         | 162 (6.38)         | 156 (6.14)         | 165 (6.5)          | 173 (6.81)         | 1,782 (70.16)      |
| 出典：http://meteo.gov.ge |                    |                    |                    |                    |                    |                    |                    |                    |                    |                    |                    |                    |                    |

## スポーツ
- FCムグレビ・ズグディディ
- FCディナモ・ズグディディ
- FCバイア・ズグディディ